# 무령서원
무령서원(武靈書院)은 전라남도 영광군 영광읍 월평리에 있는 서원이다. 2020년 1월 30일 영광군의 향토문화유산 제1호로 지정되었다.

## 지정 사유
고려조의 명신 문안공 김심언 등 영광김씨 선조 8위를 배향하고 있는 서원으로, 숭의문, 무령서원, 태충문, 기천사가 나란히 배치돼 있다.
조선시대에 건립했다가 훼철 된 뒤 1898년 유허비를 세우고 1903년 단을 만들어 봉향하다가 1933년 복설해 몇 차례의 중수를 거쳐 현재에 이르고 있다.
훼철 된 뒤 세운 유허비의 비문이 당대 학자 송사 기우만의 문집에서 확인되며, 중수시의 상량문이 전해지고 있는 등 기천사와 무령서원의 역사성이 꾸준히 이어지고 있어 향촌사회사 측면에서 매우 중요한 문화재이다.

## 참고 자료
- 무령서원 - 서원연합회